# Johnny Sins
Pour les articles homonymes, voir Wolfe.

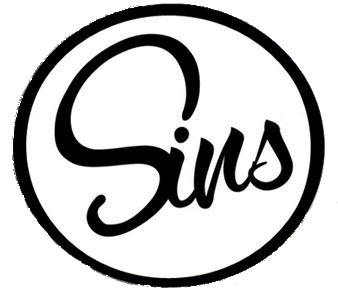
Logo de la société de production de Johnny Sins.

Steve Wolfe, né le 31 décembre 1978, connu professionnellement comme Johnny Sins, est un acteur pornographique, réalisateur, et une personnalité sur Internet.
Il a reçu des nominations pour de nombreux films pour adulte, dont les AVN Award pour Male Performer of the Year à deux reprises. Il est toujours parmi les plus populaires dans les recherches pornographiques, il est également connu comme étant le chauve de Brazzers,,.

## Carrière
Après des études, il a travaillé dans le secteur de la construction six jours par semaine. En 2006, il a démissionné et a déménagé à Los Angeles, en Californie, pour entrer dans l'industrie de film adulte. Ses premières scènes ont été par le biais de Craigslist. Il a été décrit comme un « go-to-guy » pour le studio de production Brazzers, a été dans 1 051 scènes pour la société au 21 décembre 2018. Il a joué dans environ 2 500 vidéos dans sa carrière pornographique. Sa carrière d'acteur pornographique prend fin en 2020.

## Vie personnelle
Il est né et a grandi à Pittsburgh, en Pennsylvanie. Il s'est décrit lui-même comme « très timide » quand il était plus jeune. Il est marié à l'actrice pornographique Kissa Sins, depuis 2019. Il réside actuellement à Las Vegas, Nevada.